# Philipp Burkart
Philipp Burkart (Lebensdaten unbekannt) war ein deutscher Fußballspieler.

## Karriere
Burkart, der vom Treiben der 40 bis 50 Engländer im Alter von 16 bis 20 Jahren, der – seit dem Jahr 1889 in der Dreisamstraße eröffneten – englische Kadettenanstalt in den Bann gezogen wurde, gehörte neben Ernst Schottelius, Felix Hunn und 11 weiteren Mitschülern zu den Gründungsmitgliedern des Freiburger FC, dem er bis 1908 angehörte. Die Liebe zum neuen Sport ließ sie in den ersten Semestern ihres Hochschulstudiums noch in Freiburg verweilen, ehe sie es in der Folgezeit an anderen Universitäten fortsetzten.
Er nahm mit der Mannschaft an der vom Verband Süddeutscher Fußball-Vereine ersten ausgetragenen Endrunde um die Süddeutsche Meisterschaft 1898/99 teil. Das am 8. Januar 1899 in Karlsruhe erreichte Finale wurde mit 6:1 gegen den 1. FC Pforzheim gewonnen.
Die in der Folgesaison in drei Kreisen ausgetragenen Meisterschaftsspiele beendete er mit seiner Mannschaft als Sieger des 3. Kreises, die jedoch später an der weiteren Teilnahme zugunsten des zuvor mit 0:2 unterlegenen Straßburger FV verzichtete. Zu Beginn der Endrunde 1900/01 unterlag er mit dem Freiburger FC dem späteren Süddeutschen Meister Karlsruher FV mit 0:4 auf eigenem Platz.
1902/03 scheiterte er mit seiner Mannschaft in den Ausscheidungsspielen im Bezirk Württemberg am Straßburger FV mit 3:5 wie auch im Gau Oberrhein in der Saison 1903/04. Die Folgesaison rangierte er mit seiner Mannschaft punktgleich hinter dem Meister der Gauliga Oberrhein, dem FC Mühlhausen 1893, der den besseren Torquotient aufwies.
1905/06 wurde eben jener Verein im Endspiel mit 5:1 besiegt, doch in der sich anschließenden Endrunde um die Südkreismeisterschaft belegte er mit den Freiburgern den dritten und letzten Platz, da die Spiele gegen den 1. FC Pforzheim mit 1:3 und den FC Stuttgarter Cickers mit 2:3 verloren wurden.
Seine sportlich erfolgreichste Zeit folgte mit der Saison 1906/07 an dessen Ende drei regionale Meisterschaften und die erstmals errungene Deutsche Meisterschaft standen. Nachdem er in dem ab 1903 installierten Gau Oberrhein als eine der regional höchsten Spielklassen innerhalb des Südkreises mit seiner Mannschaft als Meister hervorgegangen war, nahm er auch an der sich anschließenden Endrunde um die Südkreismeisterschaft teil, die ebenfalls gewonnen wurde und zur Teilnahme an der Endrunde um die Süddeutsche Meisterschaft berechtigte. Nachdem das Hin- und Rückspiel des Halbfinales gegen den 1. Hanauer FC 1893 jeweils mit 1:0 am 14. und 21. April 1907 gewonnen wurde, erreichte der Freiburger FC das Finale. Beim 1. FC Nürnberg, dem Sieger des Ostkreises, der per Freilos ins Finale eingezogen war, wurde am 28. April ein 1:1-Unentschieden erzielt, das Rückspiel am 5. Mai mit 3:1 gewonnen. Als Teilnehmer an der Endrunde um die Deutsche Meisterschaft bestritt er am 12. Mai in Nürnberg das mit 3:2 gewonnene Halbfinale gegen den VfB Leipzig und das am 19. Mai in Mannheim mit 3:1 gewonnene Finale gegen den BTuFC Viktoria 89; in beiden Spielen erzielte er jeweils zwei Tore.
In der Folgesaison ging er mit seiner Mannschaft abermals als Meister im Gau Oberrhein hervor, belegte jedoch in der sich anschließenden Endrunde um die Südkreismeisterschaft lediglich den dritten und letzten Platz. Dennoch nahm er und seine Mannschaft als Titelverteidiger an der Endrunde um die Deutsche Meisterschaft teil. Die am 3. Mai 1908 im heimischen Stadion ausgetragene Viertelfinal-Begegnung mit dem FC Stuttgarter Kickers wurde beim Stand von 1:0 der Heimmannschaft aufgrund der Absicht des vorzeitigen Verlassens seiner Mitspieler vom DFB annulliert und für den 17. Mai 1908 neu angesetzt; das Wiederholungsspiel, das auch er erneut bestritt, wurde mit 2:5 verloren.

## Erfolge
- Deutscher Meister 1907
- Süddeutscher Meister 1899, 1907
- Südkreismeister 1907
- Gaumeister Oberrhein 1906, 1907, 1908